# Stadtmuseum Fürth

Logo des Museums

Das Stadtmuseum Fürth stellt die Stadt- und Wirtschaftsgeschichte der fränkischen Stadt Fürth dar.

## Geschichte

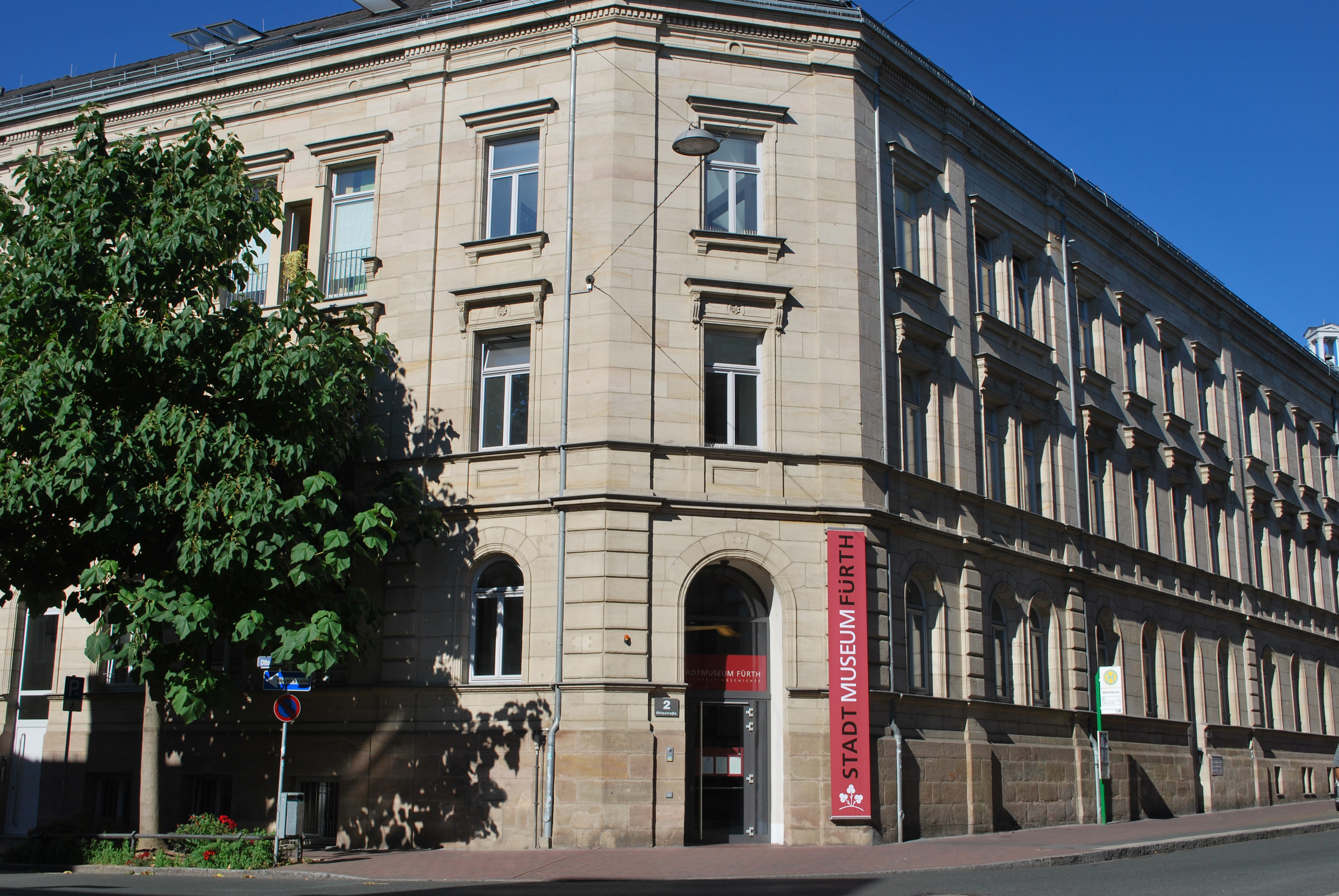
Das Gebäude des Fürther Stadtmuseums

Die Anfänge der Sammlung gehen auf den Kaufmann und Abgeordneten des Reichsparlaments Conrad Gebhardt (1791–1864) zurück, der seine Sammlung der Stadt Fürth vermachte. Diese wurde das erste Mal ab 1937 im „Alten Krankenhaus“ gezeigt, was 1945 eingestellt werden musste, da die Räumlichkeiten als Altersheim der in Fürth angesiedelten Flüchtlinge verwendet wurden. Nach der 1981 abgeschlossenen Renovierung des Schlosses Burgfarrnbach wurde das Stadtmuseum im selben Jahr dort neu eröffnet und bis 2006 betrieben. Seit März 2010 ist das Stadtmuseum in der Fürther Innenstadt, im Gebäude Ottostraße 2 der ehemaligen Ottoschule, beheimatet. Bis zum 31. Dezember 2015 hatte es zu Ehren des ehemaligen Wirtschaftsministers und Bundeskanzlers den Namenszusatz „Ludwig Erhard“. Um Verwechslungen mit dem neuen Ludwig-Erhard-Zentrum zu vermeiden, wurde der Zusatz gestrichen.

## Dauerausstellung

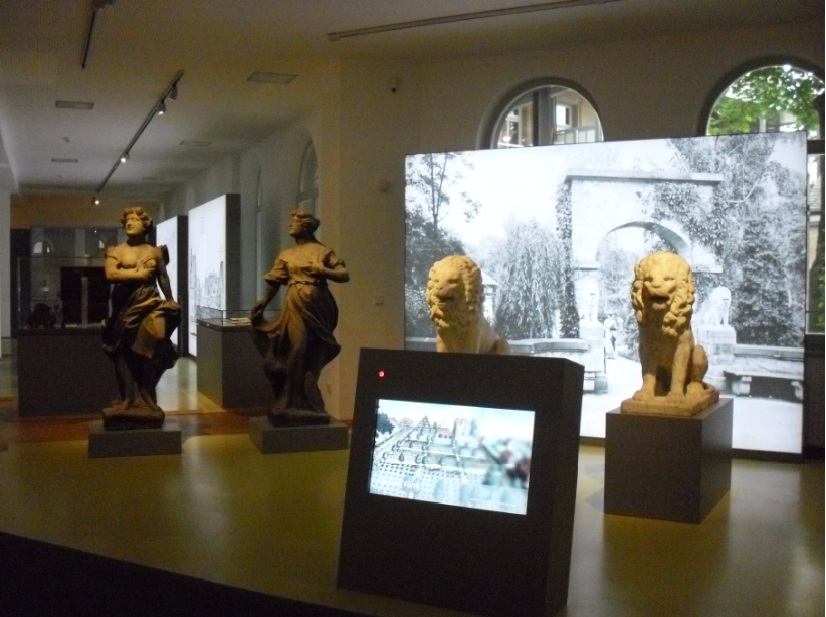
Ein Blick durch die Ausstellung

Neben Exponaten, die von der Bronzezeit bis in die Gegenwart reichen, wird auf zahlreichen Schautafeln und Videoinstallationen die Entwicklungsgeschichte der Stadt Fürth gezeigt. Die dort vorgestellten historischen Daten sind auch online auf der Website des Museums zugänglich.
Ein Schwerpunkt ist die Wirtschaftsgeschichte der Stadt. Hier werden unter anderem die Ludwigseisenbahn zwischen Fürth und Nürnberg, die erste Bahnverbindung in Deutschland überhaupt, sowie die wichtigsten Industrien der Stadt wie etwa Metallschläger, Spiegel- oder Spielzeugherstellung vorgestellt. Eine Besonderheit dieses Museums sind einige Riechstationen, an denen der Besucher durch das Öffnen einer Klappe einen Geruchseindruck aus der damaligen Zeit bekommt.
Im November 2018 wurde die überarbeitete Dauerausstellung eröffnet. Hinzu kamen zahlreiche neue Exponate zur Stadtgeschichte, wie eine Tortenvitrine der Spiegelfabrik Wiederer, eine Feuerwehrspritze aus dem 19. Jahrhundert der Fa. Engelhardt, ein Altstadtmodell des Gänsbergs sowie Exponate zum Ersten Weltkrieg und der Baugeschichte der Gründerzeit.
Highlight der neuen Ausstellung ist eine 3-D-Brille, die eine virtuelle Fahrt durch das Fürth des 18. Jahrhunderts ermöglicht. Ein großer Touch-Table erläutert die Stadtentwicklung anhand der sich erweiternden Stadtgrenzen und mittels der Gegenüberstellung historischer und heutiger Luftbilder und Gebäudeansichten.